# Carlos Sintas
Carlos Alberto Sintas (Montevideo, 31 dicembre 1952) è un ex calciatore uruguaiano, di ruolo attaccante.